# Villaumbrales
Villaumbrales és un municipi de la província de Palència a la comunitat autònoma de Castella i Lleó (Espanya). Limita amb Becerril de Campos al Nord, Husillos a l'Est i Grijota i Villamartín de Campos al Sud.

## Demografia
| 1991 | 1996 | 2001 | 2004 |
| ---- | ---- | ---- | ---- |
| 955  | 910  | 847  | 814  |